# 蓑火

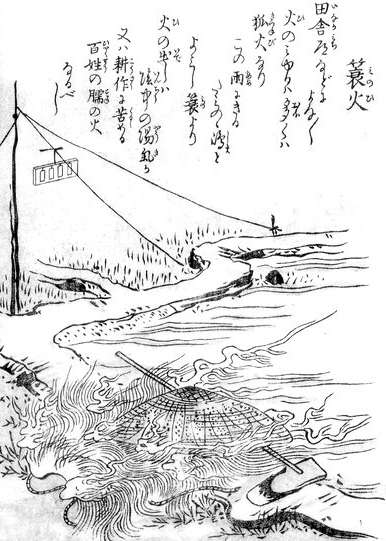
鳥山石燕『今昔百鬼拾遺』より「蓑火」

蓑火（みのび）は、近江国（現・滋賀県）彦根に伝わる怪火。

## 概要
旧暦五月の梅雨の夜などに、琵琶湖を人の乗った舟が渡ると、その者が雨具として身に着けている蓑に点々と、まるでホタルの光のように火の玉が現れる。蓑をすみやかに脱ぎ捨てれば蓑火も消えてしまうが、うかつに手で払いのけようとすれば、どんどん数を増し、星のまたたきのようにキラキラと光る。熱くはないらしい。
琵琶湖で水死した人間の怨霊が姿を変えたものともいわれるが、井上円了の説によれば、これは一種のガスによる現象とされる。
同様の怪火は各地に伝承があり、秋田県仙北郡、新潟県中蒲原郡、新潟市、三条市、福井県坂井郡（現・坂井市）などでは蓑虫（みのむし）、蓑虫の火（みのむしのひ）、蓑虫火（みのむしび）、ミノボシ、ミーボシ、ミームシなどという。信濃川流域に多いもので、主に雨の日の夜道や船上で蓑、傘、衣服に蛍状の火がまとわりつくもので、慌てて払うと火は勢いを増して体中を包み込むという。大勢でいるときでも一人にしか見えず、同行者には見えないことがあり、この状態は「蓑虫に憑かれた」と呼ばれる。逆に居合わせた人々全員に憑くこともあり、マッチなどで火を灯すか、しばらく待てば消え去るという。中蒲原郡大秋村では、秋に最も多く出るという。
北陸地方の奇談集『北越奇談』などには福井県坂井郡の蓑虫の記述があるが、これは怪火ではなく、雨の夜道で傘の水滴が目の前に垂れ下がり、手で払おうとすると脇によけ、次第に水玉が大きくなり、数を増して目をくらますものという。正体は狸の仕業ともいわれ、石屋や大工には憑かないという特徴がある。また秋田県仙北郡角館町（現・仙北市）付近では、蓑虫は寒い晴れの日、蓑や被り物の縁に光が付着して、手で払っても消えないものだという。これらの怪異は新潟県ではイタチ、三条市では狐、坂井郡では狸の仕業とされる。
安政時代の書物『利根川図志』にも、これらと似た怪火である川蛍（かわぼたる）がある。これは千葉県印旛沼で、主に雨の日、夜中に高さ1-2尺（約30-60センチメートル）の空中にホタルのような光が漂うというものである。沼の上に出した舟の中に入ってくることもあり、力まかせに叩くと船一面に砕け散り、火のように燃えることはないものの、非常に生臭い悪臭と、油のようにぬるぬると気味の悪い感触が残り、洗ってもなかなか落ちないという。